# Calochortus persistens
Calochortus persistens är en liljeväxtart som beskrevs av Francis Marion Ownbey. Calochortus persistens ingår i släktet Calochortus och familjen liljeväxter. Inga underarter finns listade.

## Bildgalleri

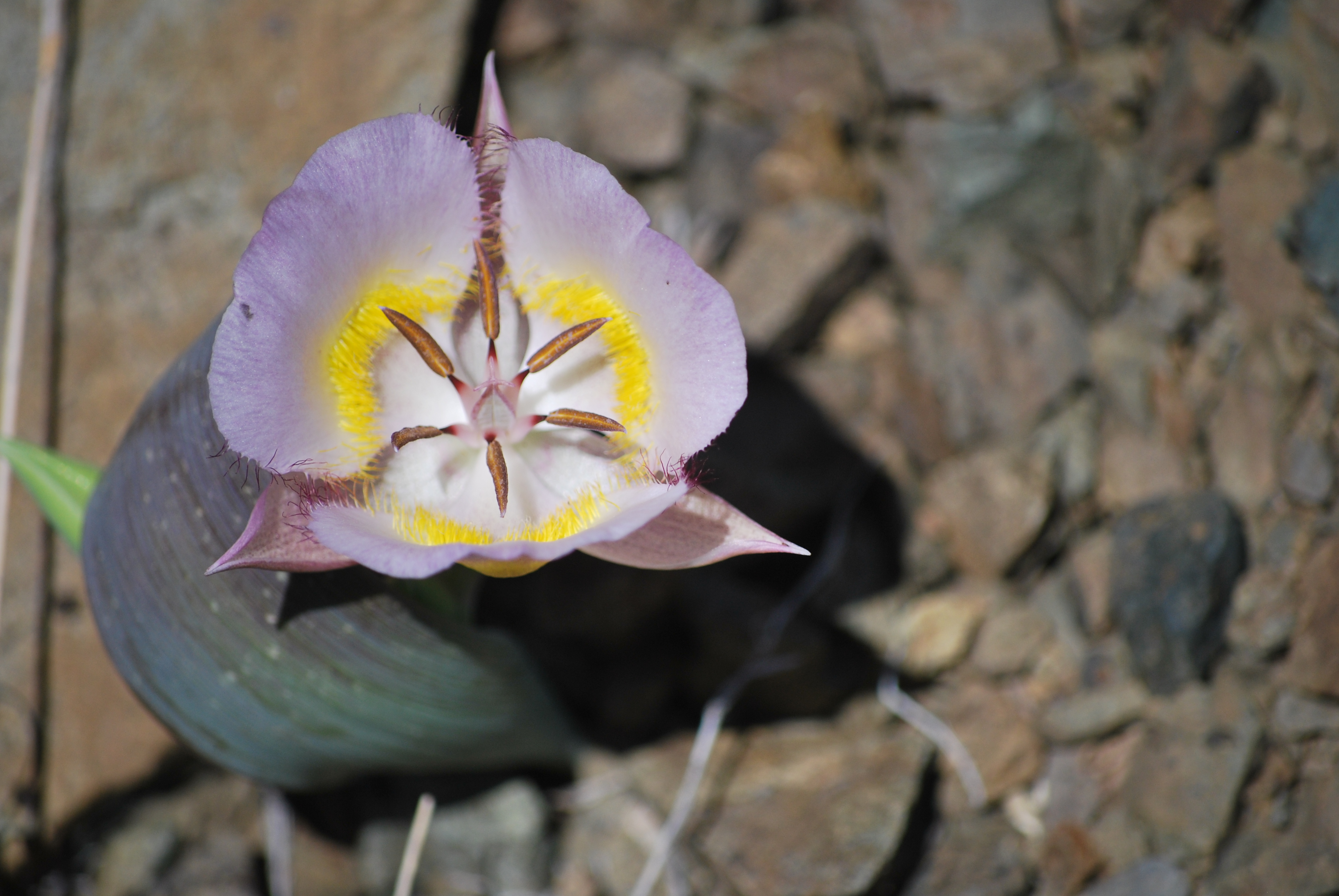